# 公主心
公主心（プリンセスハーツ）是由日本作家高殿円所寫的長篇輕小說。1至3卷插畫由香代乃擔當，後續則由明咲透路負責繪製。本篇共10卷，短篇集1卷。

## 故事簡介
艾茲森公國國王路希德一心求娶青梅竹馬的初戀對象，帕爾梅尼亞王國的梅莉露蘿絲公主為王妃。然而，從帕爾梅尼亞王國嫁過來的新娘，卻是容貌與公主神似冒牌貨。然而一連串的陰謀，使得路希德不得不與公主替身潔兒做起了假面夫妻。

## 登場人物
潔兒（聲：能登麻美子）
全名潔菈蘿娣·格朗恩。代替梅莉露蘿絲公主嫁給路希德。有著因帕爾梅尼亞王國而母女別離、姐妹失散的國王。擁有惡魔般的頭腦與廣泛的知識，與藍寶石精靈蜜瑟羅黛締結有契約。
路希德（聲：保志總一朗）
全名路希德‧穆里·艾茲森。孩提時期曾在帕爾梅尼亞王國當人質，十八歲時推翻了父王，成為艾茲森公國新國王。初戀對象是帕爾梅尼亞王國公主梅莉露蘿絲。離開帕爾梅尼亞時曾與她許下將來的約定，可是最終娶到的卻是替身潔兒。個性單純且易怒，但也有溫柔的一面。

### 艾茲森公國
馬修斯（聲：石田彰）
全名馬修斯．索亞森。路希德的首席秘書官，擁有準男爵爵位。帕爾梅尼亞出身，聖．安琪莉的宮廷中除潔兒之外唯一的一個外國人。因為時常使用懷錶確認時間，有著時鐘男爵的戲稱。
黎戴斯（聲：宮田幸季）
路希德的雙胞胎弟弟，因為奪取王位不成而被監禁。頭腦異常聰明，愛慕者潔兒。
傑西德．哈羅
青龍騎士團團長。北方二十四部族中的豪強春狼族的後裔。
歐露帕莉娜．禮思齊

### 帕爾梅尼亞王國
梅莉露蘿絲（聲：能登麻美子）
帕爾梅尼亞王國的公主，路希德的青梅竹馬，比他年長一歲。本因如同當年的約定一樣嫁給路希德，可事實上還是悄悄的生活在帕爾梅尼亞王宮內。

### 奧茲馬尼亞
歐斯
全名納賈利斯‧歐斯‧辛巴拉巴拉，13歲的奧茲馬尼亞王太子。名字長到只有隨從跟書記官能記清楚，要求關係與自己親近的人簡稱其小歐。聰慧冷靜。
錫塔哈特
全名馬托‧錫塔哈特‧簡古巴拉巴拉，奧茲馬尼亞國王。名字長到只有隨從跟書記官能記清楚，要求關係與自己親近的人簡稱其錫特。讓奧茲馬尼亞成為強國的幹練國王，但性格和愛好有點問題。

## 小說
| 卷數   | 日版副标题 | 台版副標題                       | （日）出版日期 | （日）ISBN             | （台）出版日期 | （台）ISBN             |
| ------ | ---------- | -------------------------------- | -------------- | ---------------------- | -------------- | ---------------------- |
| 1      |            | ～華麗的假面夫婦之卷～           | 2007年5月24日  | ISBN 978-4-09-452009-5 | 2009年8月6日   | ISBN 978-986-10-4151-3 |
| 1      | 特装版     | ～華麗的假面夫婦之卷～           | 2007年5月24日  | ISBN 978-4-09-452012-5 | 2009年8月6日   | ISBN 978-986-10-4151-3 |
| 2      |            | ～捧在雙手的花有刺之卷～         | 2007年11月30日 | ISBN 978-4-09-452036-1 | 2010年9月9日   | ISBN 978-986-10-6337-9 |
| 2      | 特装版     | ～捧在雙手的花有刺之卷～         | 2007年11月30日 | ISBN 978-4-09-452039-2 | 2010年9月9日   | ISBN 978-986-10-6337-9 |
| 3      |            | ～女人的眼淚是最強的武器之卷～   | 2008年7月1日   | ISBN 978-4-09-452072-9 | 2011年9月22日  | ISBN 978-986-10-8461-9 |
| 4      |            | ～戀愛與微服出巡為王族所好之卷～ | 2009年1月30日  | ISBN 978-4-09-452101-6 | 2012年2月23日  | ISBN 978-986-10-9350-5 |
| 4      | 特装版     | ～戀愛與微服出巡為王族所好之卷～ | 2009年1月30日  | ISBN 978-4-09-452103-0 | 2012年2月23日  | ISBN 978-986-10-9350-5 |
| 5      |            | ～初戀啊，永別了之卷～           | 2009年7月31日  | ISBN 978-4-09-452122-1 | 2012年7月26日  | ISBN 978-986-317-292-5 |
| 6      |            | ～誰都無可取代之卷～             | 2009年12月26日 | ISBN 978-4-09-452141-2 | 2013年6月6日   | ISBN 978-986-332-754-7 |
| 短篇集 |            | ～因為你是我的命運之卷～         | 2010年5月26日  | ISBN 978-4-09-452156-6 | 2013年12月23日 | ISBN 978-986-337-843-3 |
| 7      |            |                                  | 2010年7月24日  | ISBN 978-4-09-452167-2 |                |                        |
| 8      |            |                                  | 2010年11月26日 | ISBN 978-4-09-452179-5 |                |                        |
| 9      |            |                                  | 2011年5月26日  | ISBN 978-4-09-452191-7 |                |                        |
| 10     |            |                                  | 2011年12月27日 | ISBN 978-4-09-452209-9 |                |                        |

## 外部連結
- （日語） 《公主心》專題網頁
- （日語） LuLuLu文庫《公主心》Web小說